# Zigliara
Zigliara je naselje in občina v francoskem departmaju Corse-du-Sud regije - otoka Korzika. Leta 1999 je naselje imelo 125 prebivalcev.

## Geografija
Kraj leži v zahodnem delu otoka Korzike 40 km jugovzhodno od središča Ajaccia.

## Uprava
Občina Zigliara skupaj s sosednjimi občinami Albitreccia, Azilone-Ampaza, Campo, Cardo-Torgia, Cognocoli-Monticchi, Coti-Chiavari, Forciolo, Frasseto, Grosseto-Prugna, Guargualé, Pietrosella, Pila-Canale, Quasquara, Santa-Maria-Siché, Serra-di-Ferro in Urbalacone sestavlja kanton Santa-Maria-Siché s sedežem v istoimenskem kraju. Kanton je sestavni del okrožja Ajaccio.